# Belle Rive (Illinois)
Pour les articles homonymes, voir Belle Rive (homonymie).
Belle Rive est un village du comté de Jefferson, dans l'Illinois, aux États-Unis. Il est incorporé le 23 janvier 1875. Lors du recensement de 2010, le village comptait une population de 371 habitants.

## Source de la traduction
- (en) Cet article est partiellement ou en totalité issu de l’article de Wikipédia en anglais intitulé « Belle Rive, Illinois » (voir la liste des auteurs).